# 北九州中小企業経営者協会
北九州中小企業経営者協会（きたきゅうしゅうちゅうしょうきぎょうけいえいしゃきょうかい、北九州中経協）は、福岡県北九州市に所在する一般社団法人。

## 概要
以下の各種事業を推進し、中小企業が単独では実現困難な事業を手助けし、地域経済の発展に寄与することを目的とする。
- 協同事業の開発・推進
- 経営環境の改善・整備
- 会員相互の研鑚・交流

基本理念は「人づくり場づくりを通じて北九州地域経済の発展に尽くす」を掲げる。